# میرچئا مورشان
میرچئا مورشان (رومانیایی: Mircea Mureșan؛ ‏ تلفظ رومانیایی: [ˈmirt͡ʃe̯a]؛ ‏ ۱۱ نوامبر ۱۹۲۸ – ۲۴ آوریل ۲۰۲۰) کارگردان فیلم اهل رومانی بود.
از فیلم‌ها یا مجموعه‌های تلویزیونی که وی در آن‌ها نقش داشته‌است، می‌توان به بادبان‌های برافراشته و نفرین زمین، نفرین عشق اشاره نمود.